# Bistum Rapid City
Das Bistum Rapid City (lateinisch Dioecesis Rapidopolitana, englisch Diocese of Rapid City) ist eine in den Vereinigten Staaten gelegene römisch-katholische Diözese mit Sitz in Rapid City, South Dakota.

## Geschichte
Das Bistum Rapid City wurde am 4. August 1902 durch Papst Leo XIII. aus Gebietsabtretungen des Bistums Sioux Falls als Bistum Lead errichtet und dem Erzbistum Saint Paul and Minneapolis als Suffraganbistum unterstellt. Am 1. August 1930 wurde das Bistum Lead in Bistum Rapid City umbenannt.

## Territorium
Das Bistum Rapid City umfasst die Gebiete im Bundesstaat South Dakota, die westlich des Missouri Rivers gelegenen sind.

## Ordinarien

### Bischöfe von Lead
- John Stariha, 1902–1909
- Joseph Francis Busch, 1910–1915, dann Bischof von Saint Cloud
- John Jeremiah Lawler, 1916–1930

### Bischöfe von Rapid City
- John Jeremiah Lawler, 1930–1948
- William Tibertus McCarty CSsR, 1948–1969
- Harold Joseph Dimmerling, 1969–1987
- Charles Joseph Chaput OFMCap, 1988–1997, dann Erzbischof von Denver
- Blase Joseph Cupich, 1998–2010, dann Bischof von Spokane
- Robert Dwayne Gruss, 2011–2019, dann Bischof von Saginaw
- Peter Michael Muhich, 2020–2024
- Scott Bullock, seit 2024